# Anna Chromý
Anna Chromy (Český Krumlov, Protectorado de Bohemia y Moravia, 18 de julio de 1940-Montecarlo, Mónaco, 18 de septiembre de 2021) fue una pintora y escultora checa.

## Biografía
Nació en Bohemia (República Checa), fue criada en Austria, vivió en Francia y trabajó en Italia, fue considerada por muchos como la quintaesencia europea. Al final de la Segunda Guerra Mundial, la familia de Anna Chromy se trasladó de Bohemia a Viena, Austria. Su familia no tenía dinero suficiente para que ella asistiera a la escuela de arte, por lo que solo después de casarse y se mudarse a París fue posible. Recibió su educación en la Escuela de Bellas Artes y adquirió una reputación del mundo surrealista que ella representa.
Contó con estudios en Pietrasanta, Toscana, donde también tenía sus fundiciones de bronce, Fonderia Artística Mariani y Massimo Del Chiaro. Para sus esculturas de mármol trabajó en el estudio de Massimo Galleni en Pietrasanta. En Carrara trabajó en el estudio de Miguel Ángel de Franko Barattini.
Un accidente grave en 1992 le causó lesiones graves y durante ocho años fue incapaz de pintar. Volvió su atención a la escultura con bronce y mármol como medio.

## Arte de Conciencia

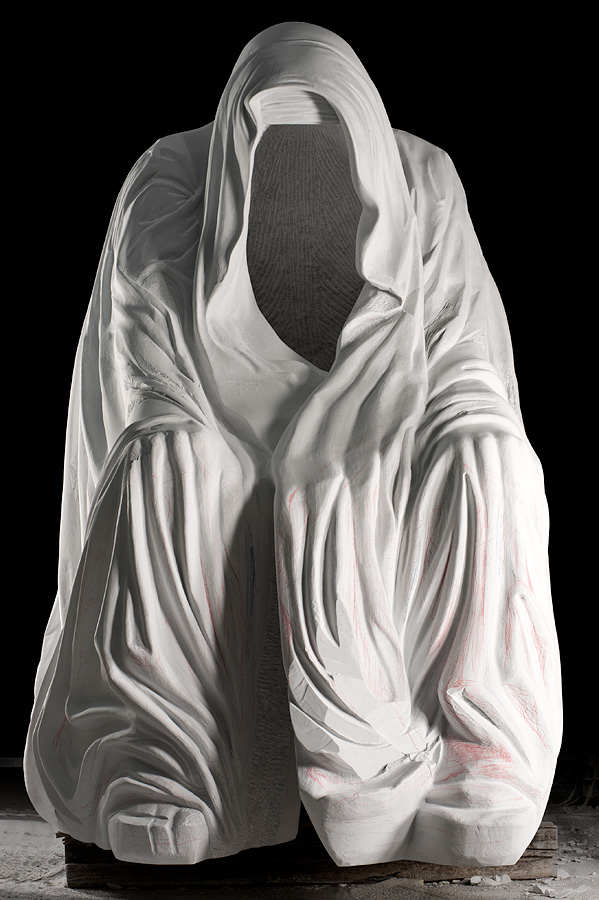
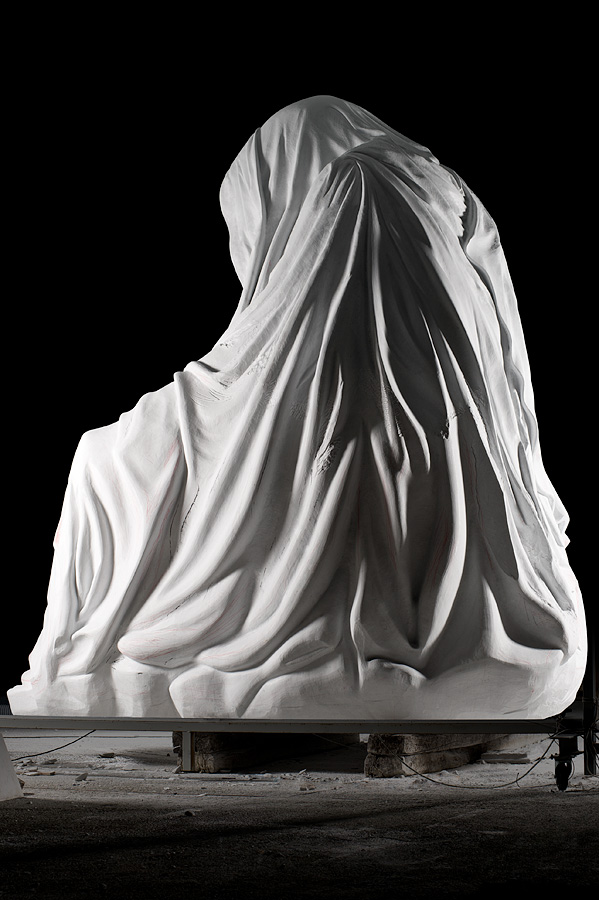
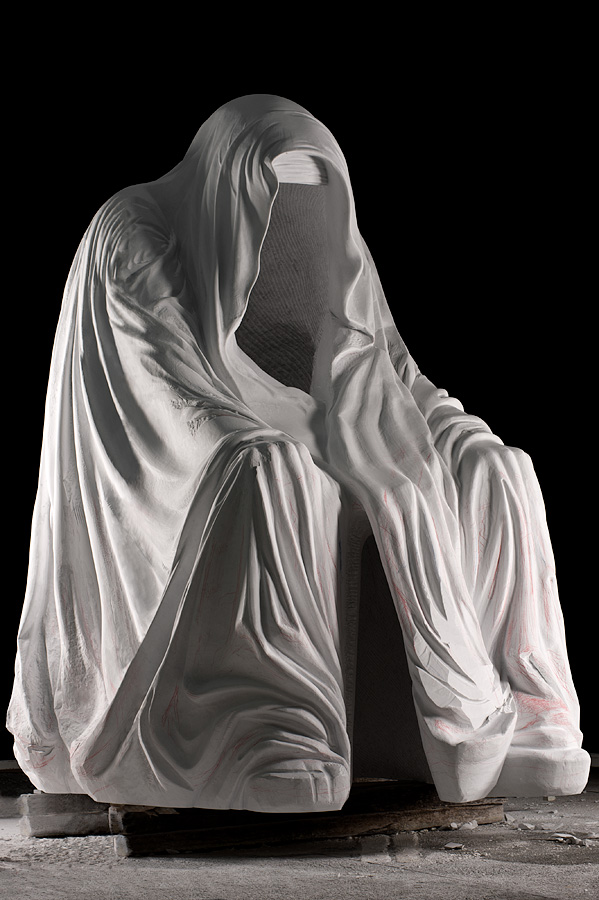
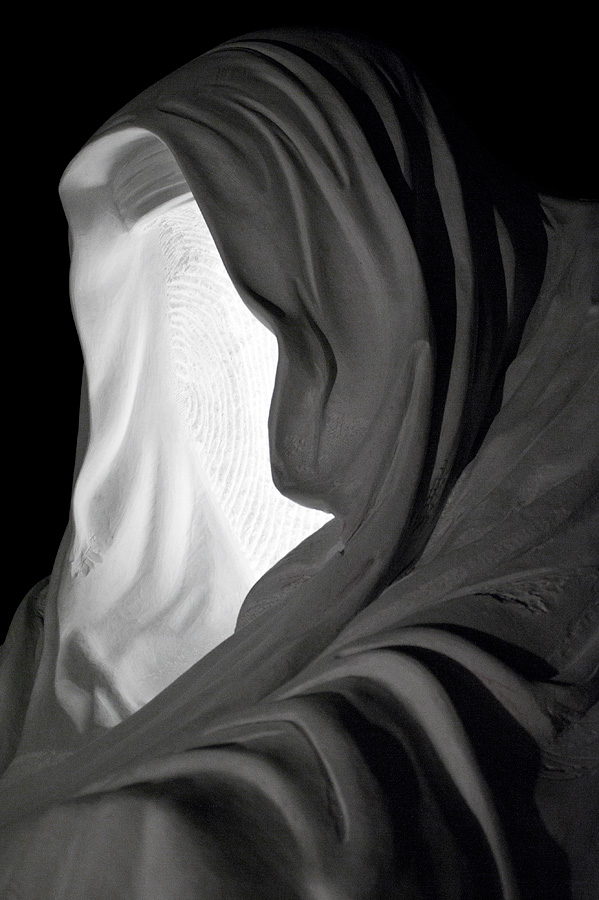
Detalle de la Capa de Conciencia

La obra más conocida de Chromy es la capa de vacío, conocida como La Capa de conciencia, Piedad o Comendador, ubicada en la Catedral de Salzburgo, Austria, divadlo Stavovské en Praga, Museo Arqueológico Nacional de Atenas y en otros lugares. Chromy ha transformado la capa en una capilla de más de cuatro metros de altura, tallada en un bloque de mármol blanco que pesa 200 toneladas en la Cueva de Miguel Ángel en Carrara.
Otras obras importantes son el espíritu olímpico, que se coloca en frente de la nueva biblioteca en Shanghái, y Europa, una reinterpretación contemporánea del mito antiguo. En 2009 su "Olivier d'Or" fue presentado por Alberto II, príncipe de Mónaco al ganador del Premio Nobel de la Paz, Elie Wiesel. En 2008 se presentó un modelo de la Capa de conciencia al papa Benedicto XVI en San Pedro en Roma para conmemorar la creación de la Institute conciencia.
Chromy se inspiró en la música, la ópera en particular, la danza clásica, y los mitos antiguos. Sus cuadros hablan de la admiración de Salvador Dalí y otros surrealistas, y contienen referencias a la Escuela de Viena del realismo fantástico y otros artistas Central Europeos. Sus colores, a veces son usados también en las esculturas, con un toque sutil de Turner.

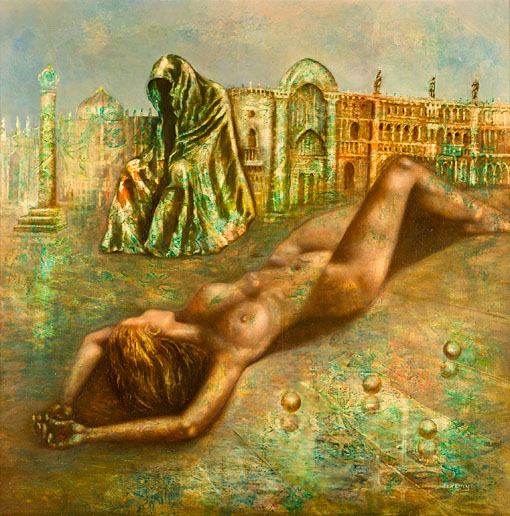
'To be or not to be', 1982, 100cm x 100cm
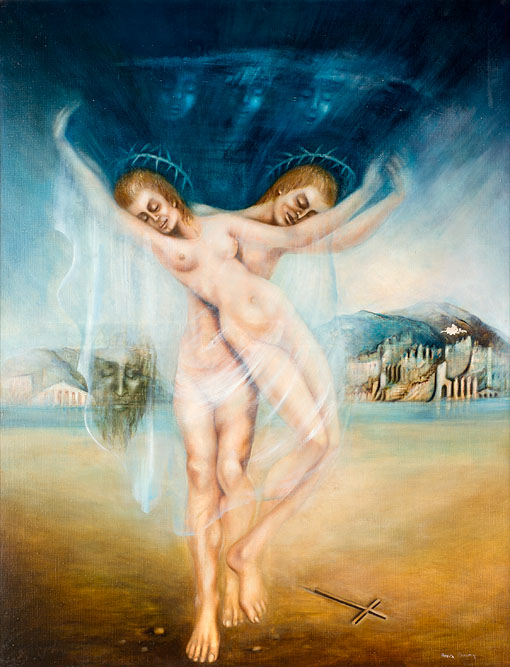
'Eternal Love', 1979, 90cm x 115cm
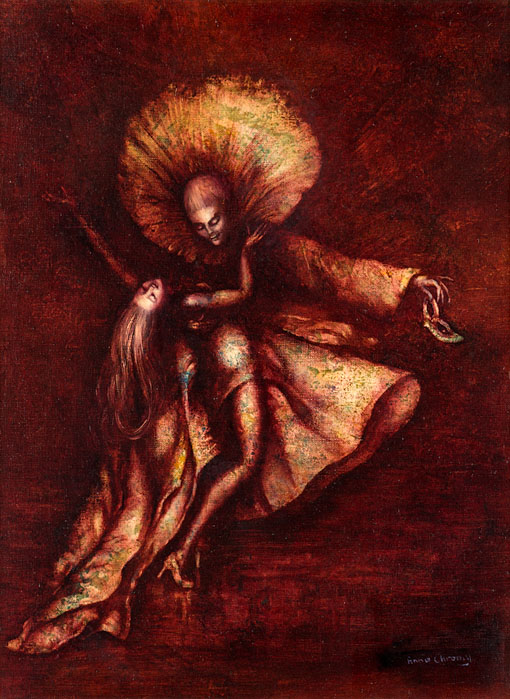
'Ball in Venice', 1979, 45cm x 60cm
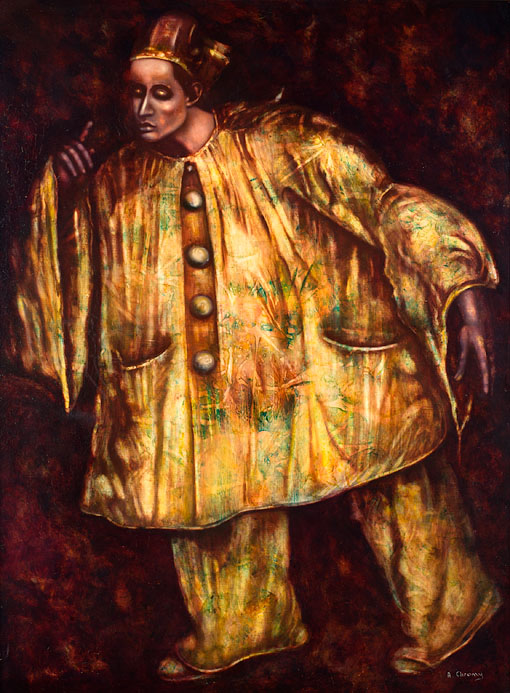
'Clown', 1979, 95cm x 130cm

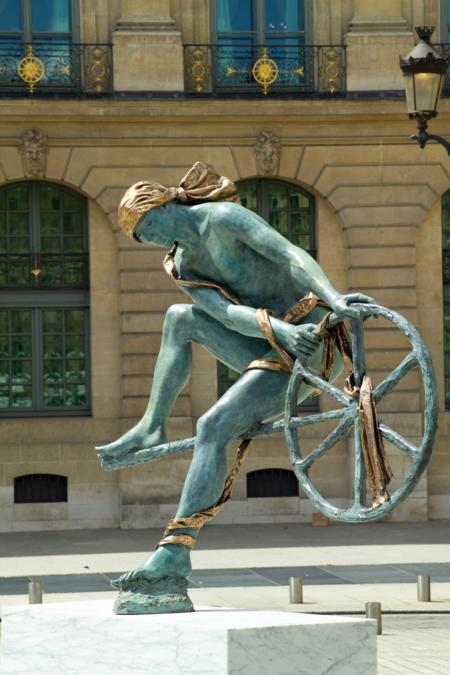
Ulysses (2000) 200cm
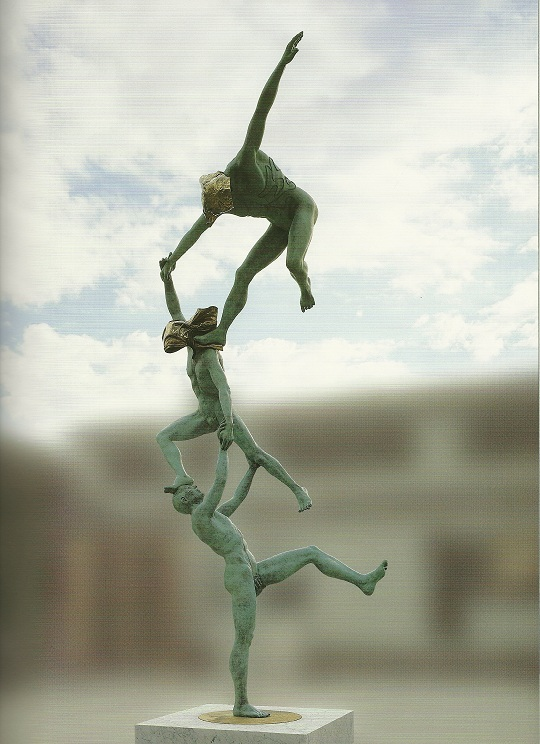
Olympic Spirit (2004) 580cm

## Exposiciones
- Don Giovanni and the Sound of Bronze (2000) en Praga
- Il Canto di Orfeo (2004) Pietrasanta  (Italia)
- Europe (2005) Place Vendôme, Paris
- Mythos Revisited (2007), Museo Arqueológico Nacional de Atenas, Atenas
- Dream of the East (2009), Beijing, China